# Catinona
Catinona (também conhecida como benzoiletanamina e β-ceto-anfetamina) é um alcaloide anfetamínico encontrado no arbusto Catha edulis (khat) e é quimicamente similar à efedrina, catina e outras anfetaminas. Catinona induz a liberação de dopamina e noradrenalina.